# Samsung Galaxy Ace 4
El Samsung Galaxy Ace 4 (SM-G357FZ) es un teléfono inteligente de gama baja fabricado por Samsung que ejecuta el sistema operativo Android. Anunciado en junio y lanzado por Samsung en agosto de 2014, el Galaxy Ace 4 es el sucesor del Galaxy Ace 3. Un modelo LTE también fue anunciado en 2014.

## Características
El dispositivo es ligeramente más grueso que su predecesor a 10,8 mm. El Galaxy Ace 4 es ligeramente más pesado que el Samsung Galaxy Ace 3 en 123.8 gramos. El teléfono está disponible en negro, gris y blanco.
El  Galaxy Ace 4 es un teléfono inteligente 4G con red GSM / HSPA. Tiene 4,0 pulgadas de pantalla táctil capacitiva con 16 millones de colores WVGA (480x800) de resolución. Tiene una cámara de 5 megapíxeles con flash LED y enfoque automático, Geo-etiquetado, detección de cara / sonrisa, panorama. Capaz de grabar videos a 720p @ 30fps, VGA. El Galaxy Ace 4 viene con una batería de 1500 mAh Li-Ion.
Otras especificaciones siguen siendo idénticas: 1 GB de memoria, 8 GB de almacenamiento, un puerto micro USB 2.0 en la parte inferior y un conector estéreo combinado en la parte superior. Puede obtener acceso a la ranura micro SIM y la ranura micro SD después de quitar la cubierta posterior.